# فوجیوارا نو کینسوئه
فوجیوارا نو کینسوئه ((به ژاپنی: 藤原公季 Fujiwara no Kinsue)؛ ۹۵۷ – ۱۰۲۹) سیاستمدار، اودایجین، دایجو-دایجین در دوره هی‌آن اهل ژاپن بود.